# Fridolí de Säckingen
Fridolí de Säckingen o Fridold (Irlanda?, s. V - Abadia de Säckingen, actualment a Baden-Württemberg, ca. 540) fou un monjo irlandès, missioner a la terra dels alamans. És venerat com a sant per diverses confessions cristianes.

## Biografia
Hi ha poca informació sobre Fridolí. Tradicionalment es considera que va venir com a missioner des d'Irlanda, i que fou el primer a evangelitzar el poble alamà, a l'Alt Rin, en temps dels merovingis. Sabem del cert que va fundar el monestir de l'illa de Bad Säckingen, el Fridolinsmünster, vora el Rin, tot i que no se'n coneix la data de la fundació, que deuria ésser cap al 500.

### Historicitat
N'hi ha una Vita escrita pel monjo Balther de Säckingen, però molt tardana, del començament del segle xi: és la font més antiga que parla de Fridolí. Les dades són poc versemblants i, en la seva majoria, deuen ser llegendes pietoses al voltant del fundador. L'autor diu que es basa en un manuscrit antic que, en no poder copiar, s'havia après de cor. El cas és que cap autor antic fa referència a Fridolí: a partir del fet històric de la fundació de l'abadia, es va crear una tradició fictícia que va envoltar el monjo fundador d'una hagiografia plena de fets miraculosos, pròpia de l'època.
Realment, hi ha una vinculació entre Säckingen i Poitiers (l'abadia alemanya va rebre relíquies de la francesa), que poden haver originat les llegendes referides al pas de Fridolí per França, com també per explicar la fundació de les esglésies dedicades a Sant Hilari.

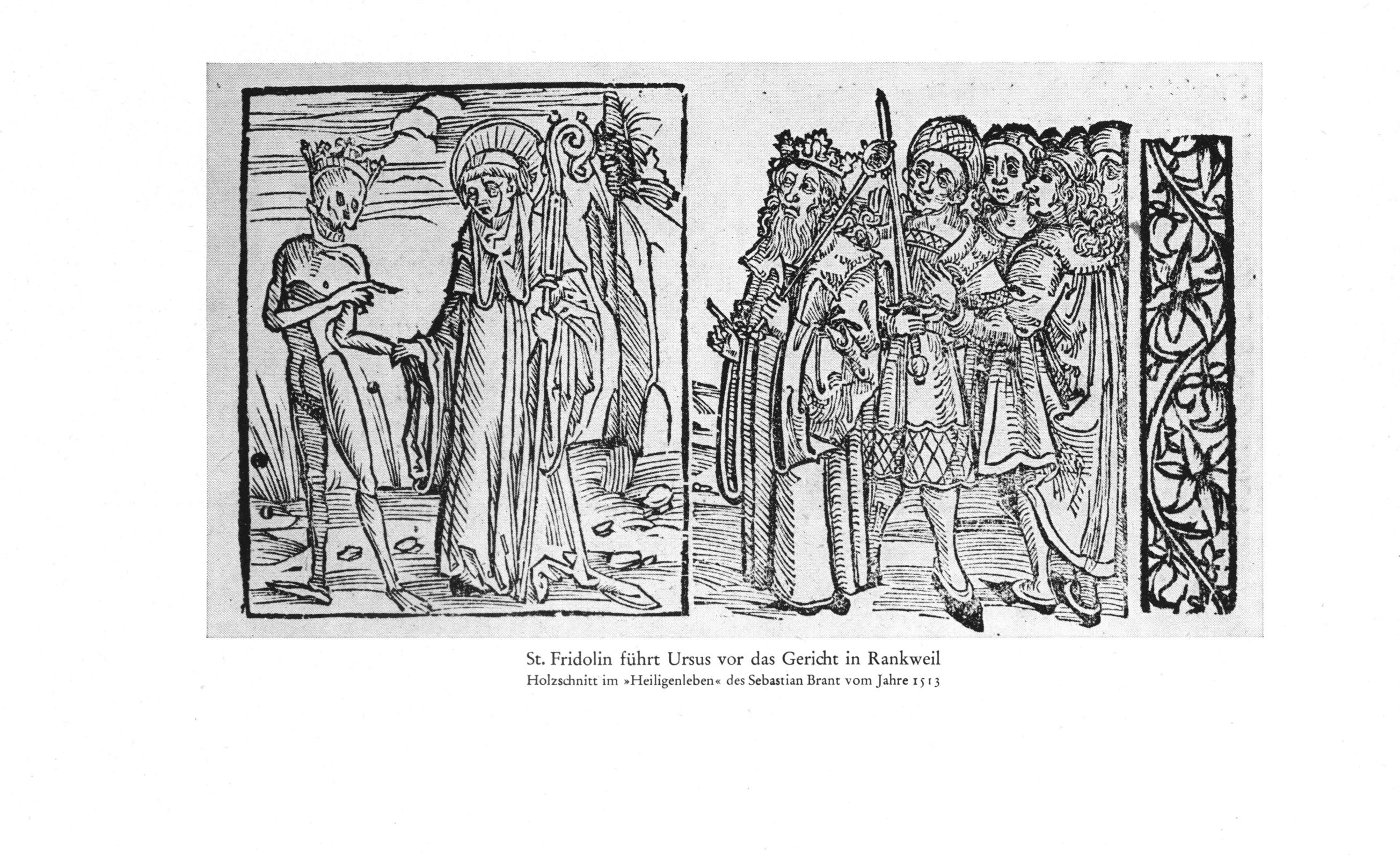
Gravat xilogràfic amb el sant parlant amb Ursus ressuscitat
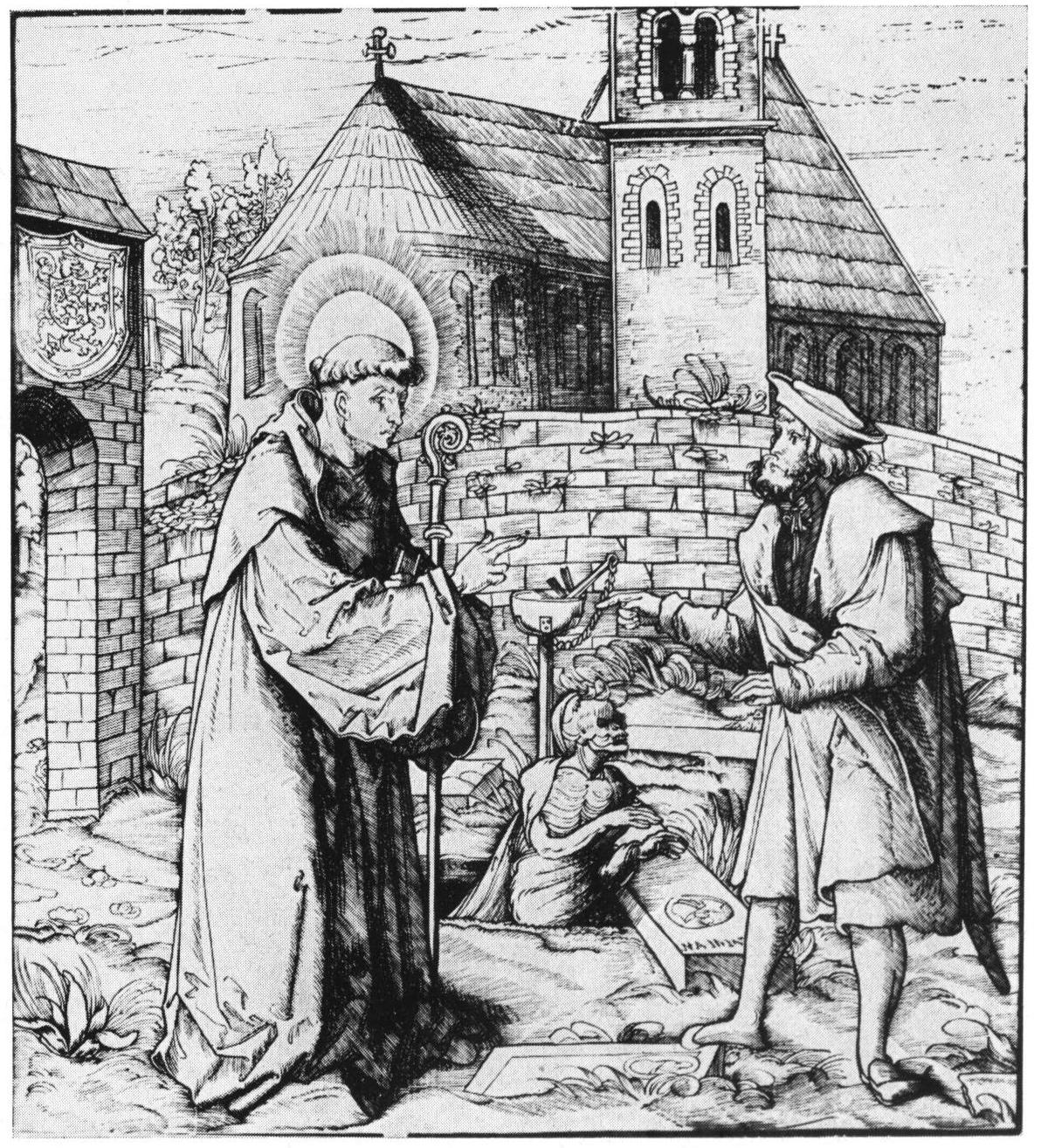
Xilografia amb el sant ressuscitant Ursus

## Llegendes
Diu Balther que Fridolí era de família noble i que es feu monjo i missioner a Irlanda. Va marxar al continent i va travessar França, anant a Poitiers, on una visió li revelà el lloc on eren les relíquies de Sant Sant Hilari, a qui dedicà una església. El mateix Hilari se li aparegué en somnis i li digué que anés a una illa al Rin, al territori dels alamans, i hi fundés un monestir. Fridolí ho digué al rei Clodoveu I, que li atorgà la possessió d'aquella illa, i marxà passant per Helera (potser Elle an der Mosel), Estrasburg i Chur, on va fundar sengles esglésies dedicades a Sant Hilari.
Evangelitzà territoris de l'actual Suïssa, on va convertir el terratinent Ursus: quan aquest morí, deixà al monjo les seves terres, que avui són el cantó de Glarus. Fridolí hi hauria fundat nombroses esglésies dedicades a Hilari, que acabaren donant nom al territori: el topònim "Glarus" provindria de "Heiliger Hilarius" (Sant Hilari). El germà d'Ursus, Landolf, va impugnar la donació del seu germà i portà Fridolí a un tribunal a Rankweil: per provar que la donació havia existit, Fridolí hauria fet ressuscitar Ursus, que va confirmar que havia donat les terres al monjo. Landolf hauria quedat tan impressionat que també va donar-ne les seves a Fridolí.
Finalment, arribà a Säckingen, on Fridolí va reconèixer l'illa que havia vist en somnis i hi construí una església. Els habitants de la regió, que feien servir l'illa com a pasturatge per als seus ramats, van pensar que Fridolí era un lladre de ramats i l'expulsaren; quan s'aclarí la situació, Fridolí tornà i pogué fundar-hi el monestir. A més, fundà un altre monestir, el Schottenstift ("Monestir Escot"), a Constança (Alemanya), i predicà a Augsburg. Morí un 6 de març, cap al 540, i fou sebollit a Säckingen.

Blasó del cantó de Glarus, amb la figura de Fridolí
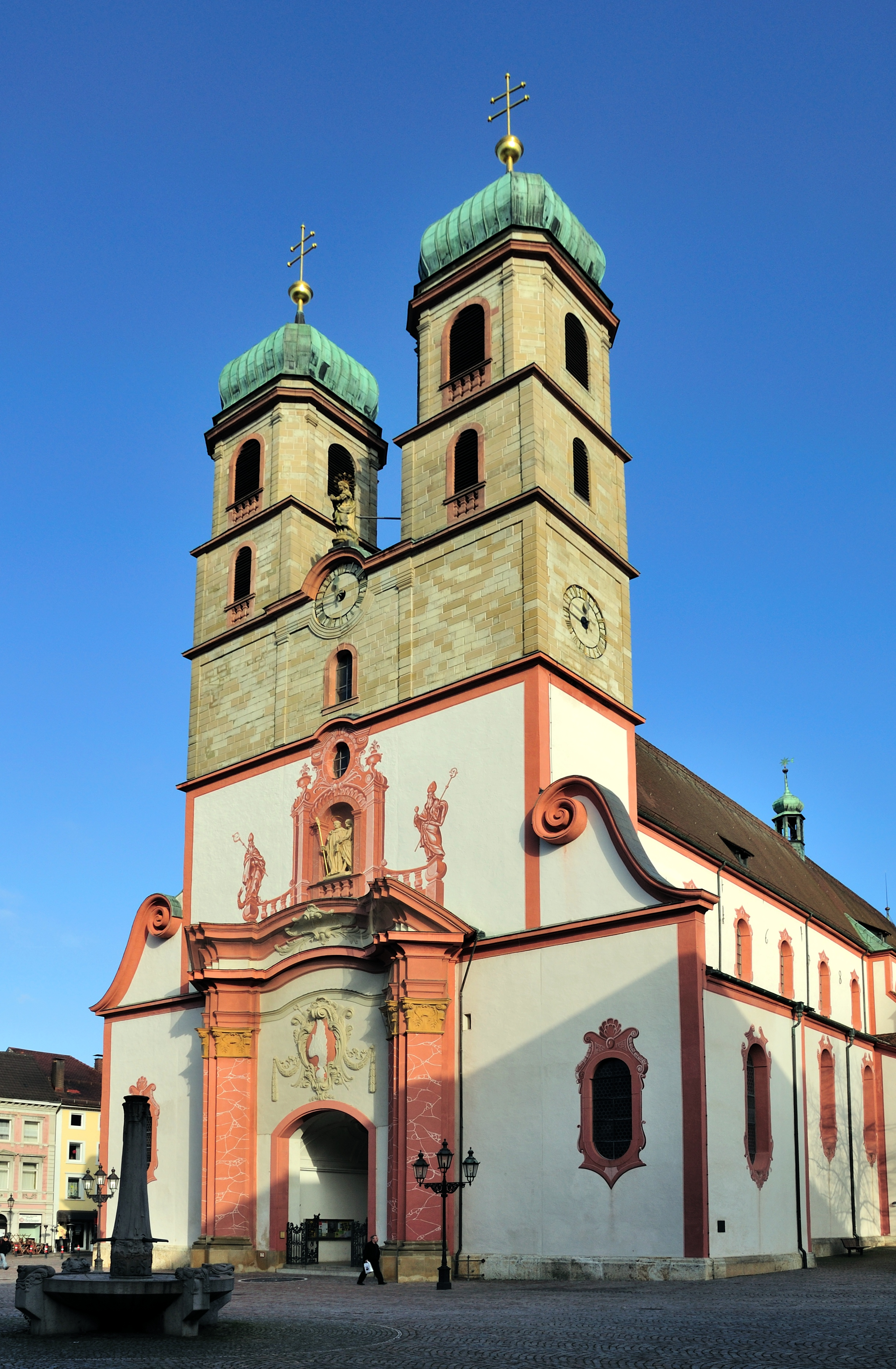
Fridolinsmünster de Säckingen
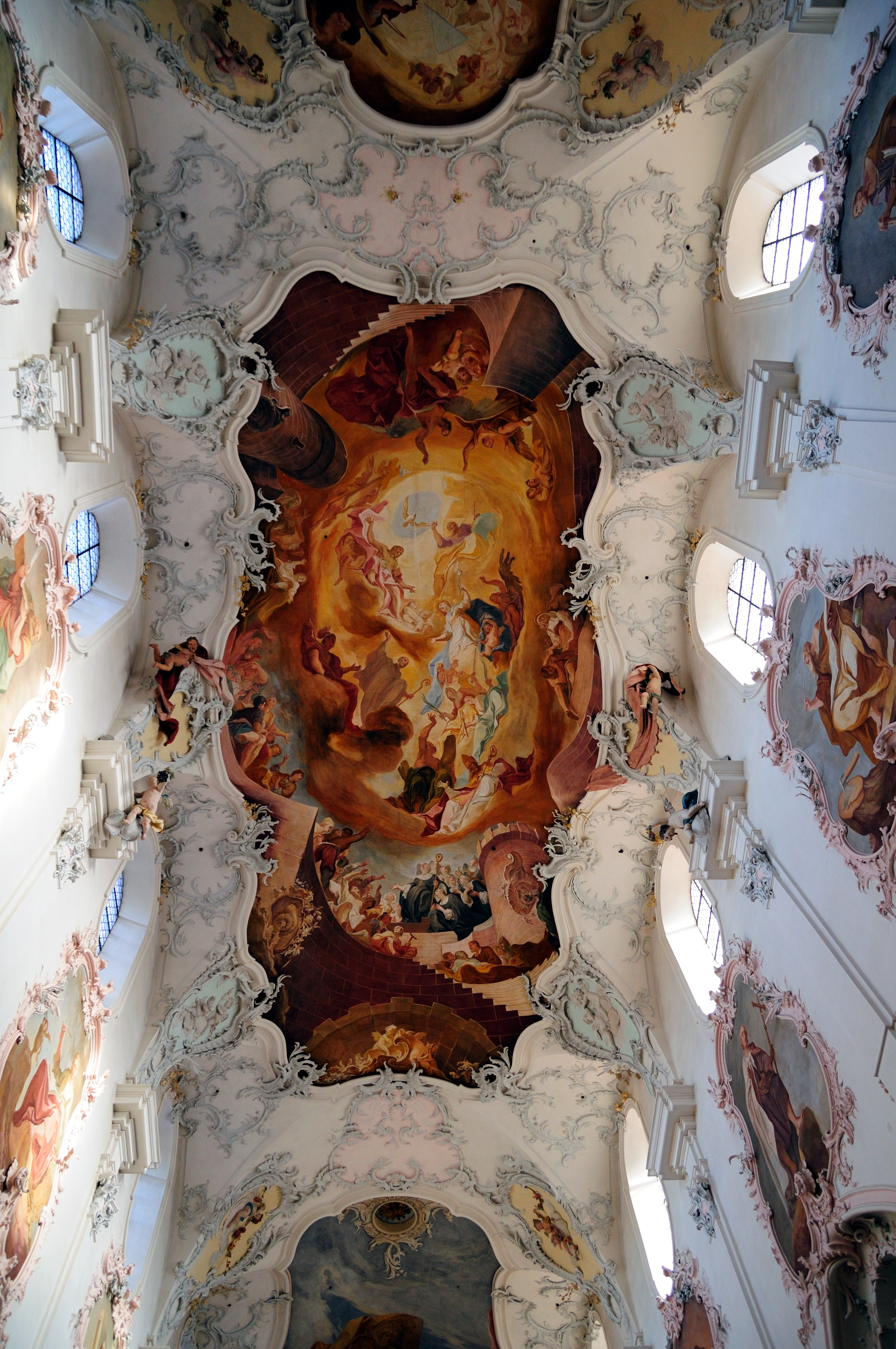
Apoteosi de Fridolí, fresc a la volta del Fridolinsmünster, per Frank Joseph Spiegler, s. XVIII
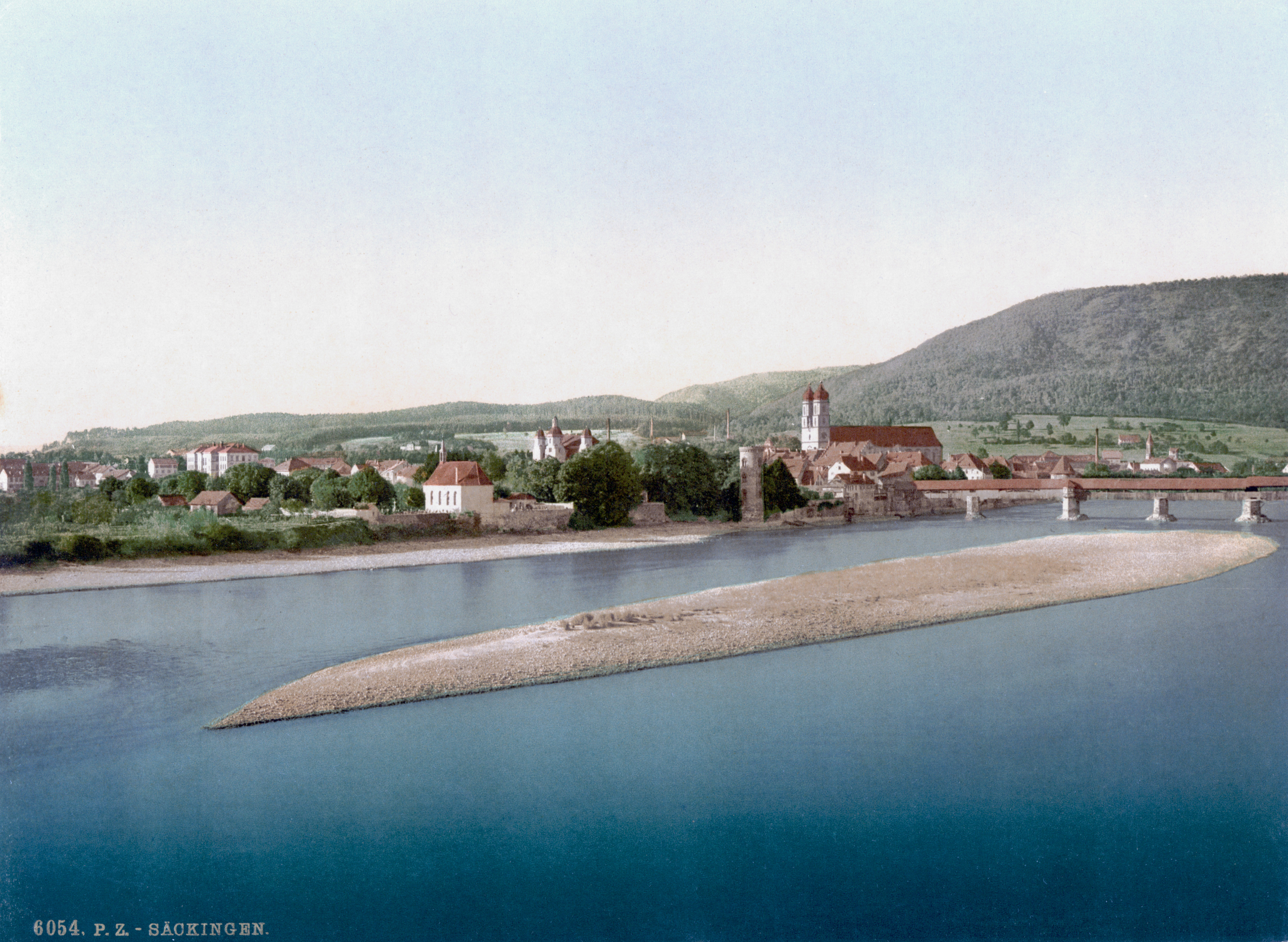
Postal amb la ciutat de Bad Säckingen cap al 1900